# Drosophila annulimana
Drosophila annulimana är en tvåvingeart som beskrevs av Oswald Duda 1927. Drosophila annulimana ingår i släktet Drosophila och familjen daggflugor.
Artens utbredningsområde är Brasilien, Bolivia och Colombia.